# Robert Weigelt
Johann Ludwig Robert Weigelt (* 10. Juni 1815 in Breslau, Provinz Schlesien; † 4. März 1879 ebenda) war ein deutscher Fotograf, Autographensammler und Ornithologe bzw. Oologe.

## Leben
Robert Weigelt besuchte das Elisabet-Gymnasium in Breslau und begann nach dem Abitur 1840 ein Studium der Philosophie an der Universität Breslau, das er jedoch nach einiger Zeit zu Gunsten der Verwirklichung seiner künstlerischen Ambitionen wieder aufgab. Während seines Studiums wurde er 1840 Mitglied der Burschenschaft Raczeks. Er widmete sich zunächst bei Johann Heinrich Christoph König der Landschaftsmalerei und dann der zu dieser Zeit verstärkt aufkommenden Fotografie, bei der er ein hohes Maß an Perfektion erreichen konnte und später auch in Breslau in der Schweidnitzer Straße 52 als Hoffotograf des Fürsten zu Hohenzollern-Hechingen firmierte. Weigelt war in der Mitte des 19. Jahrhunderts bekannt für seine ausdrucksstarken Porträtfotos von Künstlern und Wissenschaftlern.
Nachdem Alexander von Humboldt ein Porträtfoto von Christian Gottfried Daniel Nees von Esenbeck gesehen hatte, dankte er Robert Weigelt in einem Brief vom 7. Dezember 1857:
Das Bildniss des geistreichen Naturforschers, Nees von Esenbeck, ist ein überaus gelungenes Kunstwerk von der lebensvollsten Individualität, gleich merkwürdig in der physiognomischen Auffassung, als der geschmackvollen Abstufung der Betonung.
Zur 50-jährigen Stiftungsfeier der Universität Breslau im Jahr 1861 fertigte er ein Universitätsalbum mit Porträts berühmter Breslauer Professoren, wofür er vom König in der Folge die große goldene Krönungsmedaille erhielt.
Neben einer sorgsam gepflegten ornithologischen Eiersammlung legte er auch eine umfangreiche und überregional bekannte Autographensammlung an.
Hoffmann von Fallersleben, den Weigelt mehrfach fotografierte, benutzte diese Autographensammlung im September 1859 für sein Werk die Findlinge.
Im Oktober 1869 erwarb Weigelt die umfangreiche Autographensammlung von Karl von Holtei.
Am 14. Februar 1858 wurde Robert Weigelt mit dem akademischen Beinamen Phöbus III.  als Mitglied (Matrikel-Nr. 1857) in die Deutsche Akademie der Naturforscher Leopoldina aufgenommen.
Robert Weigelt war mit Caroline Dorothea Pauline Magdalene, geborene Brinsch, verheiratet. Ihre Tochter Selma (1845–1916) war mit dem Musikwissenschaftler Emil Bohn (1839–1909) verheiratet.